# Charles Guillaume Sepher
Charles Guillaume Sepher, (París, 1753 - Idem, 23 de gener, 1836), va ser un general de divisió de la Revolució Francesa.

## Registres de serveis
Va entrar al servei el 6 de desembre de 1773, com a soldat dels Royal Dragons, i va ser donat d'alta el 30 de març de 1777.
El 13 de juliol de 1789 va esdevenir tinent de la guàrdia nacional de París, aleshores comandant de batalló, i va ser ascendit a general de brigada el 5 de juliol de 1793. Va ser elevat al grau de general de divisió el 22 de juliol següent i el 26 de juliol, va prendre el comandament de l'exèrcit de les costes de Cherbourg on va ser un dels responsables de la Massacre d'Avranches.
Va ser suspès de les seves funcions l'1 de desembre de 1793, arran d'una denúncia del general Hanriot, i va ser rellevat al cap d'un any i mig de la seva suspensió el 2 de juliol de 1795, però no va ser retornat al servei actiu.
Va morir el 23 de gener de 1836 a París.